# Mullan (Idaho)
Pour les articles homonymes, voir Mullan.
Mullan est une ville américaine située dans le comté de Shoshone en Idaho.
Selon le recensement de 2010, Mullan compte 692 habitants. La municipalité s'étend sur 0,84 mille carré (2,18 km2).